# Camponogara
Camponogara (Canponogara in veneto) è un comune italiano di 12 957 abitanti della città metropolitana di Venezia in Veneto.

## Geografia fisica

### Territorio
Camponogara ha dovuto far fronte sin dai tempi più antichi alle continue inondazioni del vicino Brenta, peraltro deviato in prossimità del centro dagli interventi idraulici intrapresi dalla Repubblica di Venezia.
Alle problematiche naturali e storiche, si è aggiunto di recente il fattore urbanizzazione: negli ultimi dieci anni il paese ha visto aumentare la sua popolazione di circa il 20% anche a causa della costruzione di interi quartieri su aree precedentemente agricole. Le nuove lottizzazioni non hanno previsto sistemi di ammodernamento del sistema idrogeologico del paese e causano di frequente allagamenti, in particolare a Calcroci e ad Arzerini. Gli ultimi eventi del genere si sono verificati nel 2007 e nel 2008.
La situazione è tanto compromessa che la Regione Veneto ha stanziato tre milioni di euro per l'ammodernamento della rete idrica, prevedendo in tutto il territorio di Camponogara e di Campagna Lupia oltre venticinque milioni di euro di investimenti.

## Origini del nome
Il nome del comune deriva dai termini latini da campus e nux ("campo" e "noce"), venetizzato poi in "Camponogara", a testimonianza delle antiche coltivazioni diffuse nella zona.
Per quanto riguarda le frazioni, Campoverardo trae origine da un nome germanico, Eberhard, forse un uomo d'armi giunto fra il VI e il VII secolo; Prozzòlo dal latino praedium "piccolo fondo agricolo"; Premaore è un composto traducibile con "prato maggiore".
Tra le varie località minori, sono da citare Pila, sita fra Calcroci e Prozzolo, Arzerini, fra Campoverardo e Dolo, e Cornio, fra Premaore e Campolongo Maggiore.
Il nome Pila è dovuto alla lavorazione di pilatura del riso — coltura praticata nella zona tra il Brenta e il Taglio Nuovissimo —che avveniva in un laboratorio di fattura sei-settecentesca, ancora oggi presente.

## Storia

### Dalle origini all'età romana
L'area di Camponogara era sicuramente civilizzata sin dai tempi dei Veneti e poi sotto l'Impero Romano, tuttavia i reperti sono molto scarsi a causa delle inondazioni che colpiscono frequentemente il territorio. Qualche traccia si può ravvisare osservando la disposizione delle strade, che tuttora segue la regolarità del graticolato.

### Il Medioevo
La storia medievale ci è nota soprattutto grazie agli archivi ecclesiali. Dell'897 è la prima citazione del paese: in un documento l'imperatore Berengario investiva Pietro, vescovo di Padova, conte di Piove di Sacco e della Saccisica, area a cui apparteneva anche Camponogara. Tuttavia la popolazione locale si ribellò al potere del clero e l'imperatore Enrico IV limitò il potere vescovile concedendo agli abitanti il diritto vagantivo, ovvero di pascolo, caccia e pesca sui terreni demaniali.
La Cartula dathie episcopatus asserisce che nel 1077 fu eretta una prima chiesetta a Camponogara, dedicata alla Madonna. La decima papale del 1297 pure ne parla, indicandola come Ecclesia S. Mariae de campo Nogaria. Nel XIII secolo anche questo paese soffrì le vicende belliche che videro come protagonista Ezzelino III da Romano.

### Dalla Serenissima al primo Novecento
Passata da Padova alla Serenissima, Camponogara fu coinvolta nella Guerra della Lega di Cambrai (vi giunse l'imperatore Massimiliano I con il suo esercito), ma in seguito poté godere di un lungo periodo di pace e di relativa prosperità economica. A questo periodo risale la costruzione di alcune ville venete.
I lavori di costruzione della chiesa parrocchiale iniziarono nel 1774, venne abbellita con  affreschi di Costantino Cedini, allievo di Jacopo Guarana. La costruzione del tempio fu terminata nel 1792, venne consacrato nel 1812 dal vescovo Dondi dell’Orologio.
Con la caduta di Venezia (1797), Camponogara seguì le sorti del Veneto e, passata ai francesi e poi all'Austria, entrò a far parte del Regno d'Italia dopo la pace di Vienna.
In seguito Camponogara fece parte del Regno Lombardo-Veneto, e diede i natali a uno dei Mille di Garibaldi: Domenico Menin. Nel 1866, insieme alle province venete e a Mantova, il comune fu annesso al Regno d'Italia; l'Arciprete dell'epoca era di sentimenti filo-unitaristi e domenica 14 ottobre 1866, nella chiesa parrocchiale, tenne un discorso dai toni solenni annunciando il prossimo ingresso del Veneto nell'Italia unita.
Nel 1885 fu eretto il campanile della chiesa parrocchiale, e a inizio Novecento l'edificio fu sottoposta ad alcuni restauri.

### Dal secondo conflitto mondiale ai giorni nostri
Durante gli anni della seconda guerra mondiale, Camponogara affrontò un periodo particolarmente difficile. La popolazione (che era circa un terzo di quella attuale) fu messa a dura prova dalle privazioni materiali, dalle restrizioni imposte dal conflitto e dalle frequenti incursioni aeree nella zona. Le condizioni di vita si fecero precarie e l'intera comunità dovette confrontarsi con le difficoltà quotidiane legate alla scarsità di risorse, alla paura e all'incertezza del futuro.
Nelle sue memorie Don Floriano Riondato, che fu nominato vicario parrocchiale di Camponogara nell'agosto del 1944, racconta che: «Il comune di Camponogara confina con la laguna [sic], e i tedeschi, temendo uno sbarco dei marines americani, precettarono tutti gli uomini abili al lavoro per scavare trincee e fortini di difesa sulla riva e centinaia di lavoratori dovevano presentarsi quotidianamente per 5 lire al giorno. [...] Erano molti i partigiani a Camponogara: un esperto in trasmissioni radio segnalava di notte, con una pila elettrica, all'aereo americano che perlustrava la zona il luogo dove paracadutare viveri, armi e munizioni».
All'inizio del 1946 comparve in paese la prima automobile.

### Simboli
Nello stemma del comune di Camponogara, concesso insieme al gonfalone con decreto del presidente della Repubblica del 27 ottobre 1956, è rappresentato un albero di noce (noghèra) in campo azzurro, nodrito sulla pianura erbosa. Il gonfalone è un drappo di azzurro.

## Monumenti e luoghi di interesse

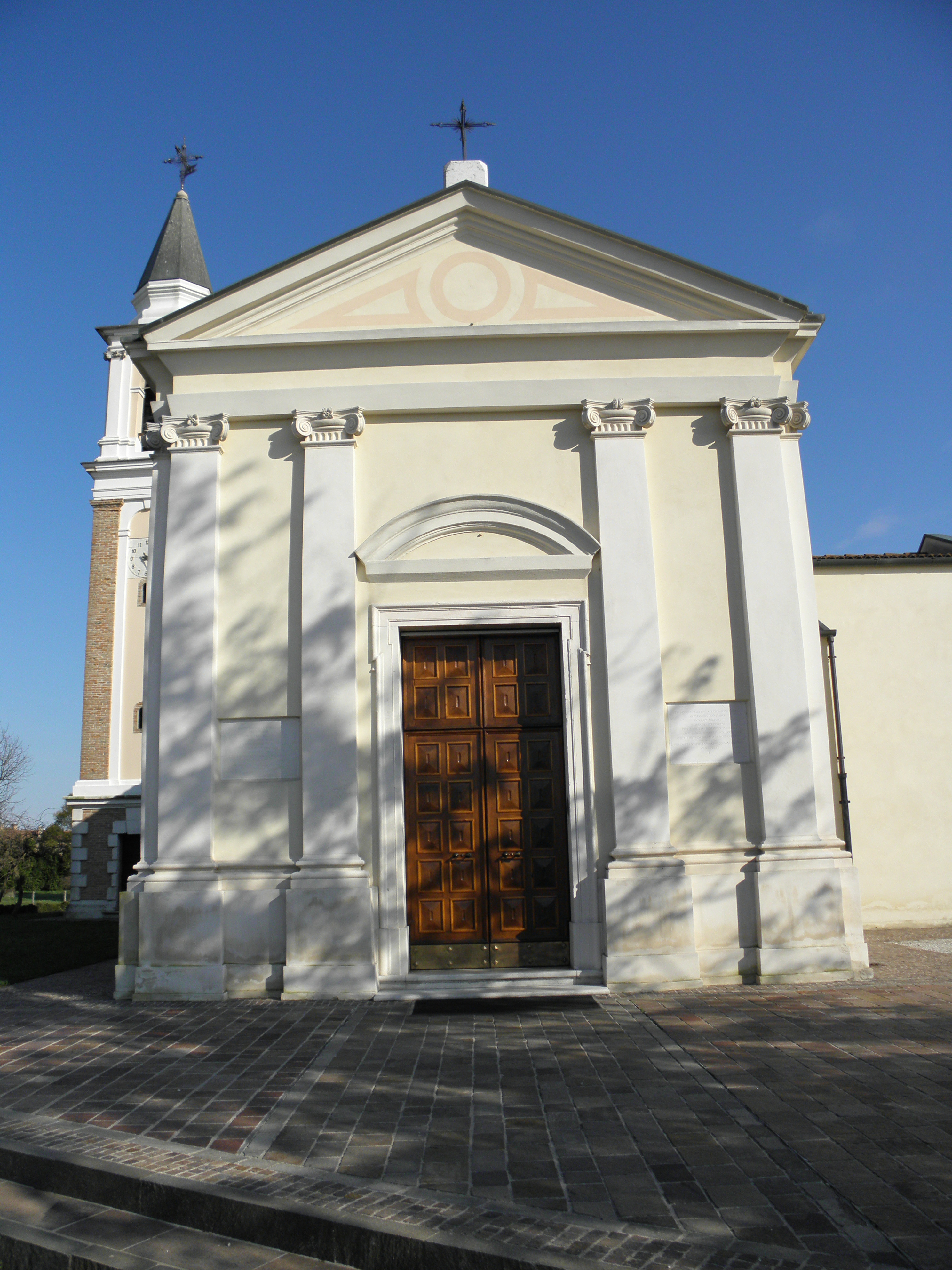
La Chiesa dei SS. Quirico e Giulitta a Campoverardo

- Chiesa dei Santi Maria Assunta e Prosdocimo, parrocchiale del capoluogo comunale, costruita alla fine del XVIII secolo.
- Chiesa dei Santi Quirico e Giulitta, parrocchiale della frazione Campoverardo e rifatta tra la fine del Settecento e l'inizio dell'Ottocento.
- Oratorio della Beata Vergine del Rosario a Campoverardo, risalente al XVII secolo.
- Chiesa di San Michele Arcangelo, parrocchiale della frazione Prozzolo e completata nel 1769.
- Chiesa di San Giovanni Battista, parrocchiale della frazione Premaore e costruita tra il 1914 ed il 1931.
- Chiesa del Santissimo Redentore, parrocchiale della frazione Calcroci, costruita nel 1965 in forme moderne.
- Oratorio di San Marco Evangelista di Ca' Diedo in località Pila, costruito assieme alla adiacente barchessa intorno al XVII secolo.

## Società

### Evoluzione demografica
Abitanti censiti

## Cultura

### Istruzione
A Camponogara ha sede l'istituto comprensivo Antonio Gramsci. Fanno parte di tale istituto: due scuole dell'infanzia, tre primarie ed una scuola secondaria di primo grado. Sono inoltre presenti un asilo nido comunale e due scuole dell'infanzia paritarie.

#### Biblioteca
In paese ha sede una biblioteca comunale, la seconda della Riviera del Brenta dopo quella di Dolo.

#### Università popolare
Nel 2001 è stata fondata l'Università Popolare di Camponogara, che conta sedi staccate nella maggior parte dei comuni della Riviera del Brenta. Dal 2016 è attiva anche al di fuori del mandamento (a Marcon) e al di fuori della provincia (a Brugine).
Nel 2021 ha variato il suo nome in Universitá Popolare del Nord Est, in seguito al continuo diffondersi in vari territori esterni al comune d'origine.

## Economia

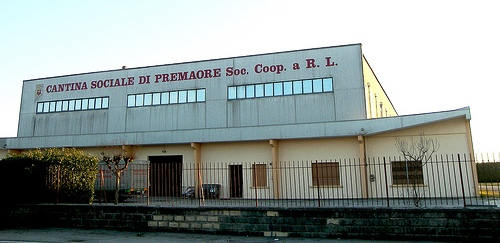
La Cantina sociale di Premaore, nella frazione omonima

Questo paese ha una lunga storia di coltivazione d'uva e produzione di vino, in particolare Cabernet e Merlot. La cantina sociale è stata fondata il 7 maggio 1959 a Premaore da una quarantina di viticoltori.
L'area a carattere prevalentemente rurale, in frazione Premaore e località Cornio, trova una fonte di reddito anche grazie all'industria calzaturiera e alla pelletteria, infatti non è difficile notare piccole aziende, a carattere familiare, dedite a produrre scarpe, o parti di esse.
Vi sono presenti anche alcune aziende vetraie che producono lampadari e oggettistica affine.

## Infrastrutture e trasporti

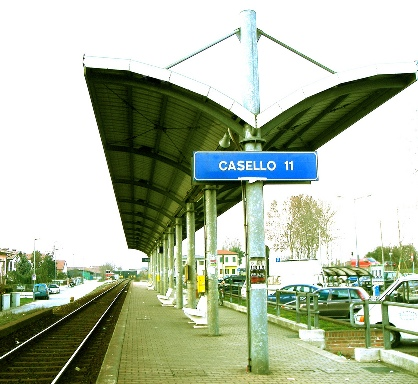
Il Casello 11 di Sistemi Territoriali nella frazione di Calcroci

- Casello 11, (linea Mestre-Adria), servita da Sistemi Territoriali, situata nella frazione di Calcroci;
- Stazione di Campagna Lupia-Camponogara, (linea Mestre-Adria), servita da Sistemi Territoriali, situata nella frazione di Prozzolo;
- Linee ACTV per Marghera, Chioggia, Venezia, Dolo, Piove di Sacco;
- Linea 55 Extraurbana ACTV da Stra capolinea, per Vigonovo, Fossò, Camponogara, Dolo e viceversa. Tale linea, 3 volte al giorno, segue un percorso diretto verso o da Padova;

## Amministrazione

### Sindaci dal 1946
| Nominativo                                           | Nominativo                                        | Partito / Coalizione                              | Periodo                                           | Elezione                                          |
| Sindaci eletti dal Consiglio comunale (1946-1995)    | Sindaci eletti dal Consiglio comunale (1946-1995) | Sindaci eletti dal Consiglio comunale (1946-1995) | Sindaci eletti dal Consiglio comunale (1946-1995) | Sindaci eletti dal Consiglio comunale (1946-1995) |
| ---------------------------------------------------- | ------------------------------------------------- | ------------------------------------------------- | ------------------------------------------------- | ------------------------------------------------- |
|                                                      | Odoardo Tassetto                                  | Partito Comunista Italiano                        | 1946-1958                                         | 1946                                              |
| 1951                                                 | Odoardo Tassetto                                  | Partito Comunista Italiano                        | 1946-1958                                         |                                                   |
| 1956                                                 | Odoardo Tassetto                                  | Partito Comunista Italiano                        | 1946-1958                                         |                                                   |
|                                                      | Antonio Fabris                                    | Partito Comunista Italiano                        | 1958-1964                                         | (1956)                                            |
| 1960                                                 | Antonio Fabris                                    | Partito Comunista Italiano                        | 1958-1964                                         |                                                   |
|                                                      | Alfredo Tamburini                                 | Partito Comunista Italiano                        | 1964-1980                                         | 1964                                              |
| 1970                                                 | Alfredo Tamburini                                 | Partito Comunista Italiano                        | 1964-1980                                         |                                                   |
| 1975                                                 | Alfredo Tamburini                                 | Partito Comunista Italiano                        | 1964-1980                                         |                                                   |
|                                                      | Gelindo Coin                                      | Partito Comunista Italiano                        | 1980-1986                                         | 1980                                              |
| 1985                                                 | Gelindo Coin                                      | Partito Comunista Italiano                        | 1980-1986                                         |                                                   |
|                                                      | Walter Mescalchin                                 | Partito Comunista Italiano (1986-91)              | 1986-1995                                         | (1985)                                            |
|                                                      | Walter Mescalchin                                 | Partito Democratico della Sinistra (1991-95)      | 1986-1995                                         | 1990                                              |
| Sindaci eletti direttamente dai cittadini (dal 1995) |                                                   |                                                   |                                                   |                                                   |
|                                                      | Walter Mescalchin                                 | Sinistra                                          | 1995-1999                                         | 1995                                              |
|                                                      | Desiderio Fogarin                                 | L.c. Fogarin                                      | 1999-2009                                         | 1999                                              |
| 2004                                                 | Desiderio Fogarin                                 | L.c. Fogarin                                      | 1999-2009                                         |                                                   |
|                                                      | Gianpietro Menin                                  | Centro-sinistra                                   | 2009-2019                                         | 2009                                              |
| 2014                                                 | Gianpietro Menin                                  | Centro-sinistra                                   | 2009-2019                                         |                                                   |
|                                                      | Antonio Fusato                                    | Centro-sinistra                                   | 2019-in carica                                    | 2019                                              |
| 2024                                                 | Antonio Fusato                                    | Centro-sinistra                                   | 2019-in carica                                    |                                                   |

### Gemellaggi
- Fossano
- Vinkovci

## Sport

### Ciclismo
Memorial Carlo Valentini
Nel territorio di Camponogara si disputa annualmente il Memorial Carlo Valentini, corsa in linea maschile di ciclismo su strada riservata alla categoria Under 23.